# Inverlussa
Inverlussa är en by på ön Jura i Argyll and Bute, Skottland. Byn är belägen 1,5 km från Ardlussa. Det är vid mynningen av floden Lussa. Det fanns en gång ett kapell i närheten.